# ライト・セッド・フレッド

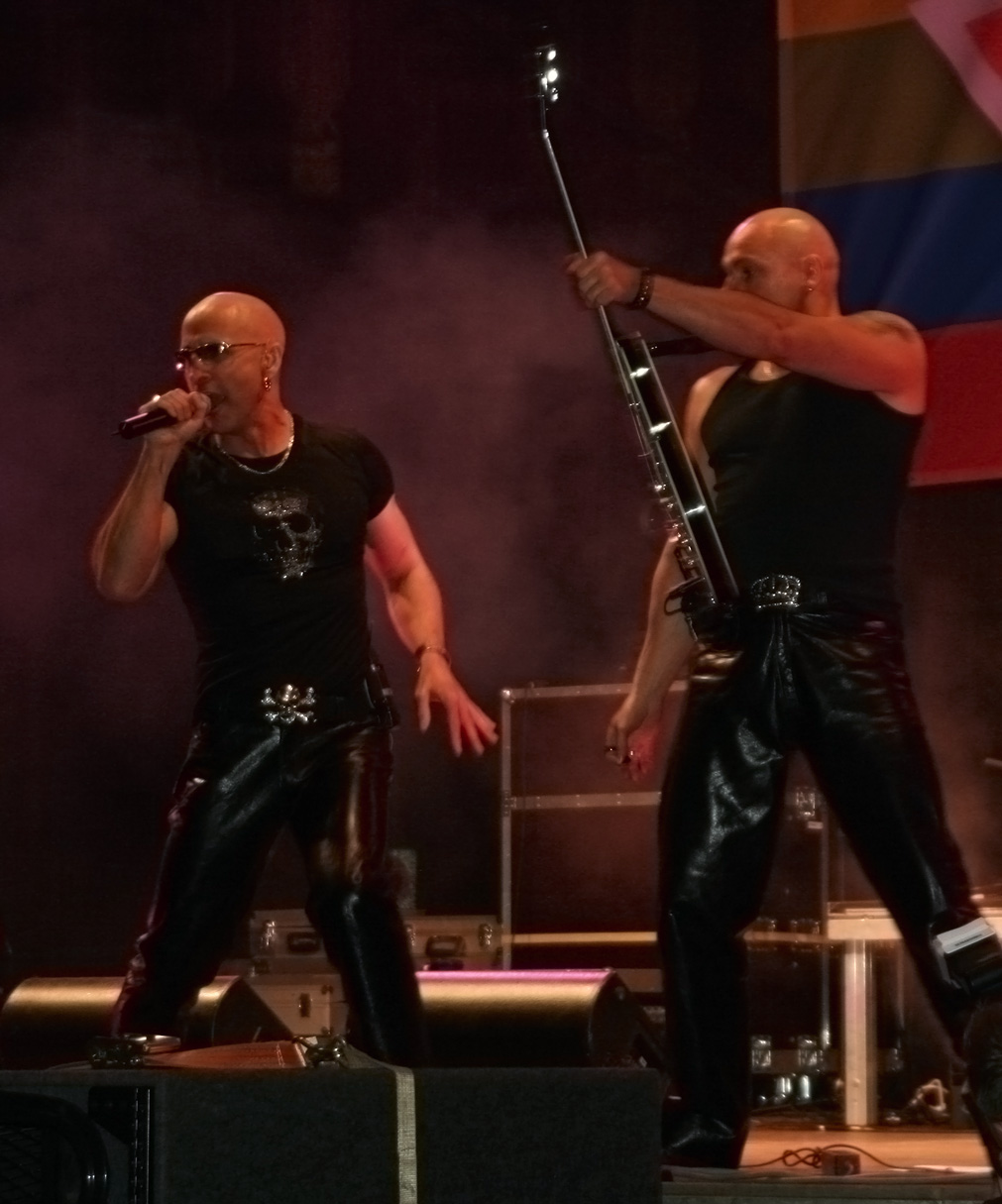
ライト・セッド・フレッド（2008年）

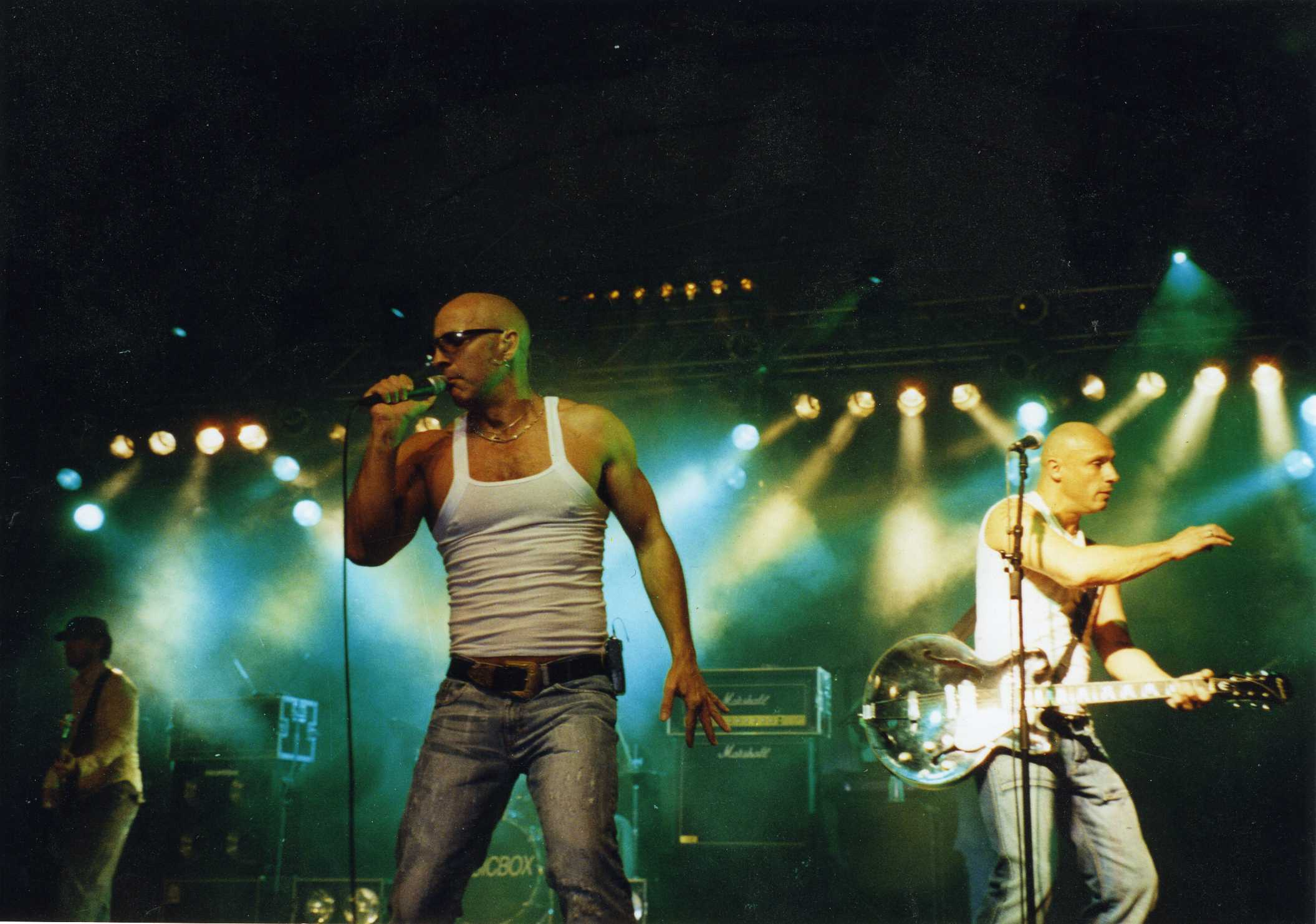
ライト・セッド・フレッド

ライト・セッド・フレッド（Right Said Fred）は、1989年に結成されたイングランドのバンド。リチャード・フェアブラスとフレッド・フェアブラスの兄弟を中心に結成された。バンド名は、イギリスの俳優バーナード・クリビンスの1962年のヒット曲「Right Said Fred」から付けられた。リチャードがリードボーカルとベース、フレッドがギターを担当。

## 概要・来歴
グループを結成する前、リチャードはボーイ・ジョージ、ミック・ジャガー、デヴィッド・ボウイなどのアーティストのセッション・ベーシストとして雇われ、デヴィッド・ボウイの短編映画『Jazzin' for Blue Jean』にベーシストとして出演。フレッドはボブ・ディランの主演映画『ハーツ・オブ・ファイヤー』にギタリストとして登場している。
1991年にリリースされたデビュー・シングル「アイム・トゥー・セクシー」がイギリスで大ヒットとなった。全英シングルチャートではブライアン・アダムスの「アイ・ドゥ・イット・フォー・ユー」（映画『ロビン・フッド』主題歌）に阻まれ2位止まりであったが、アメリカのBillboard Hot 100では、翌1992年に3週連続で1位となった。
2枚目のシングル「ドント・トーク・ジャスト・キッス」も全英3位、3枚目の「Deeply Dippy」は全英1位、フジテレビ系の深夜に放送されていた洋楽番組『BEAT UK』でもシングルチャート1位を獲得するなど立て続けにヒットを放ち、これらの楽曲が収録されたアルバム『アイム・トゥー・セクシー』（1992年3月リリース、原題は『Up』）もイギリス、オーストラリアでナンバーワンを獲得するなど大ヒットを記録した。
結成から30年以上が経過した現在もフェアブラス兄弟を中心に活動を続けており、2021年9月には「アイム・トゥー・セクシー」をサンプリングしたドレイクの「Way 2 Sexy」が、Billboard Hot 100で1位を記録したことから、再び脚光を浴びることとなった。

## その他
- 彼らの楽曲「Wonderman」が、フジテレビの番組『スポーツWAVE』内で使用された。

## メンバー
- フレッド・フェアブラス (Fred Fairbrass) - ギター
- リチャード・フェアブラス (Richard Fairbrass) - ボーカル、ベース

### 旧メンバー
- レイ・ウェストン (Ray Weston) - ドラム
- ダン・クルーズ (Dan Kruse) - ギター
- ロブ・マンゾーリ (Rob Manzoli) - ギター

## ディスコグラフィ

### スタジオ・アルバム
- 『アイム・トゥー・セクシー』 - Up (1992年、Tug)
- 『セックス&トラヴェル』 - Sex and Travel (1993年、EMI)
- 『スマッシング』 - Smashing! (1996年、Happy Valley)
- Fredhead (2001年、Sony BMG)
- Stand Up (2002年、Kingsize)
- For Sale (2006年、Ministry of Sound)
- I'm a Celebrity (2008年、Promark Music)
- Stop the World (2011年、Luv)
- Exactly! (2017年、PMI Digital)

### コンピレーション・アルバム
- Greatest Hits (2003年、Hansa)
- Hits! (2009年、Sexy Records, EMI)
- The Singles (2023年、Sexy Records, EMI)
- Singles (The Original Hits) (2024年、Sexy Records)

### シングル
- 「アイム・トゥー・セクシー」 - "I'm Too Sexy" (1991年)
- 「ドント・トーク・ジャスト・キッス」 - "Don't Talk Just Kiss" (1991年)
- "Deeply Dippy" (1992年)
- "Those Simple Things/Daydream" (1992年)
- "Stick It Out" (1993年)
- 「バンプ」 - "Bumped" (1993年)
- "Hands Up (4 Lovers)" (1993年)
- "Wonderman" (1994年)
- "Living on a Dream" (1995年)
- "Everybody Loves Me" (1996年)
- "Big Time" (1996年)
- "Mojive" (2001年)
- "You're My Mate" (2001年)
- "Love Song" (2002年)
- "Stand Up (For the Champions)" (2002年)  ※バレーボールワールドカップ2003のイメージソングとしてK.K.Kityがカヴァーをし、のちにNEWS によって第35回春の高校バレー全国大会のテーマとしてカヴァーされた。
- "I Love You (But I Don't Like You)" (2002年)
- "We Are the Freds" (2003年)
- "We Are the Champs" (2003年)
- "The Wizard" (2004年) ※vs. Doris Dubinski
- "Where Do You Go to My Lovely?" (2006年)
- "I'm Too Sexy" (2007年) ※再発
- "I'm a Celebrity" (2008年)
- "Sexy Bum" (2009年)
- "Right on the Kisser" (2009年)
- "Viva Südafrika" (2010年) ※Höhner featuring Right Said Fred
- "Sweet Treats" (2017年)